# Stasia Napierkowska

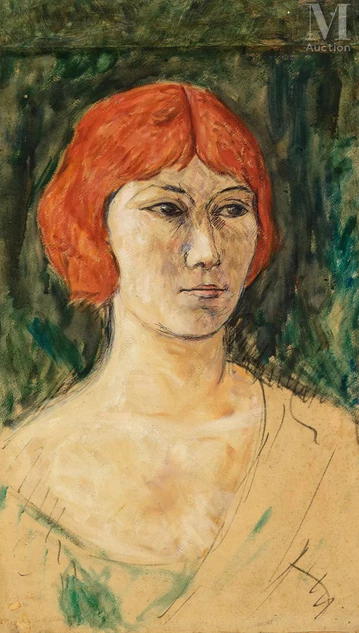
Portret tancerki Stasia Napierkowska - Simon Mondzain

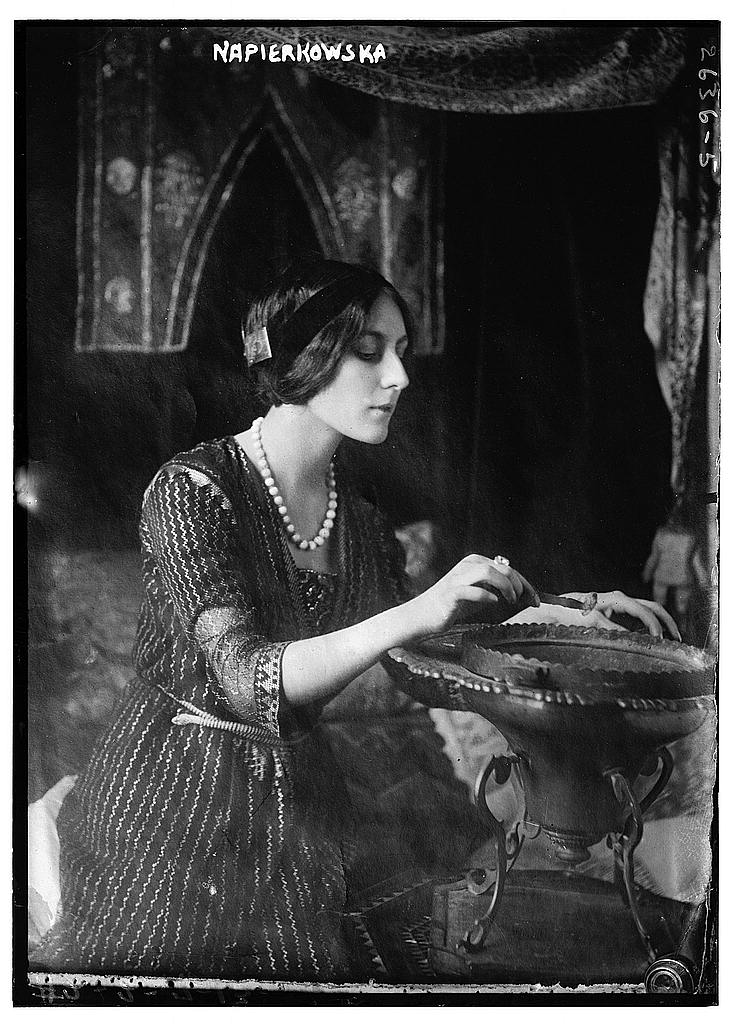
Stasia Napierkowska

Stasia Napierkowska, Stacia Napierkowska, Stacia de Napierkowska, właśc. Renée Claire Angèle Élisabeth Napierkowski (ur. 16 września 1891 w Paryżu, zm. 11 maja 1945 tamże) – francuska tancerka i aktorka filmu niemego pochodzenia polskiego.

## Życiorys
Jej ojcem był Stanisław Artur Napierkowski, grawer z Krakowa, który ożenił się z Francuzką. Naukę tańca klasycznego rozpoczęła pod kierunkiem ojca, który prowadził szkołę sztuk pięknych w Czarnogórze. Naukę tańca kontynuowała w Paryżu, gdzie została zaangażowana do Opéra-Comique, a następnie do Théâtre Lyrique de la Gaité. Występowała też w rewii Folies Bergère. Najczęściej występowała w tańcach egzotycznych. W latach 1908–1926 wystąpiła w 86 niemych filmach francuskich i włoskich, m.in. Cléopâtre (1910) Ferdinanda Zekki, Notre Dame de Paris (1911) Alberta Capellaniego, Les Vampires (1915) Louisa Feuillade'a. W filmie Jacques'a Feydera L'Atlantide (1921) wystąpiła w roli królowej Antinei.
W 1913 odbyła tourneé po Stanach Zjednoczonych, gdzie jej występy spotkały się z utrudnieniami ze strony policji obyczajowej. Podczas podróży statkiem poznała malarza francuskiego Francisa Picabię, który poświęcił jej dwa obrazy: Danseuse étoile sur un transatlantique oraz Mechanical expression seen through our own mechanical expression.
W 1920 uwieczniona na portrecie autorstwa Simon Mondzain (Szymon Mondszajn).